# Christian Hoffmann von Hoffmannswaldau
Christian Hoffmann von Hoffmannswaldau (ur. 25 grudnia 1616 we Wrocławiu, zm. 18 kwietnia 1679 tamże) – niemiecki poeta, autor epigramatów, polityk i dyplomata pochodzący ze Śląska. Zalicza się go do tzw. drugiej szkoły śląskiej.

## Dzieła
- 1662 Grabschrifften
- 1663 Spiel-ersinnliche Sterbens-Gedancken
- 1673 Kuriose Heldenbriefe und andre herrliche Gedichte
- 1678 Der Getreue Schäfer
- 1679–80 Deutsche Vbersetzungen vnd Getichte
- 1695 (pośmiertnie 1727 Benjamin Neukirch): Herrn von Hofmannswaldau und anderer Deutschen auserlesene und bisher ungedruckte Gedichte
- 1702 Redeübungen. Nebst beigefügten Lobschriften vornehmer Standespersonen